# Commonwealth Games 2010/Ringen
Bei den Commonwealth Games 2010 im indischen Neu-Delhi fanden im Ringen 21 Wettbewerbe statt, davon 14 für Männer und sieben für Frauen.
Austragungsort war die Indira Gandhi Arena.

## Männer Freistil

### Klasse bis 55kg
| Platz | Land | Sportler           |
| ----- | ---- | ------------------ |
| 1     | PAK  | Azhar Hussain      |
| 2     | NGR  | Ebikewenimo Welson |
| 3     | IND  | Anil Kumar         |

Finale: 10. Oktober 2010, 16:00 Uhr

### Klasse bis 60kg
| Platz | Land | Sportler         |
| ----- | ---- | ---------------- |
| 1     | IND  | Yogeshwar Dutt   |
| 2     | CAN  | James Mancini    |
| 3     | ENG  | Sasha Madyarchyk |

Finale: 9. Oktober 2010, 16:00 Uhr

### Klasse bis 66kg
| Platz | Land | Sportler        |
| ----- | ---- | --------------- |
| 1     | IND  | Sushil Kumar    |
| 2     | RSA  | Heinrich Barnes |
| 3     | CAN  | Chris Prickett  |

Finale: 10. Oktober 2010, 16:00 Uhr

### Klasse bis 74kg
| Platz | Land | Sportler         |
| ----- | ---- | ---------------- |
| 1     | IND  | Narsingh Yadav   |
| 2     | RSA  | Richard Addinall |
| 3     | CAN  | Evan MacDonald   |

Finale: 9. Oktober 2010, 16:00 Uhr

### Klasse bis 84kg
| Platz | Land | Sportler          |
| ----- | ---- | ----------------- |
| 1     | PAK  | Muhammad Inam     |
| 2     | IND  | Anuj Kumar        |
| 3     | NGR  | Andrew Adibo Dick |

Finale: 10. Oktober 2010, 16:00 Uhr

### Klasse bis 96kg
| Platz | Land | Sportler      |
| ----- | ---- | ------------- |
| 1     | NGR  | Sinvie Boltic |
| 2     | CAN  | Korey Jarvis  |
| 3     | ENG  | Leon Rattigan |

Finale: 9. Oktober 2010, 16:00 Uhr

### Klasse bis 120kg
| Platz | Land | Sportler       |
| ----- | ---- | -------------- |
| 1     | CAN  | Arjan Bhullar  |
| 2     | IND  | Joginder Kumar |
| 3     | CMR  | Hugues Onanena |

Finale: 10. Oktober 2010, 16:00 Uhr

## Männer Griechisch-römisch

### Klasse bis 55kg
| Platz | Land | Sportler       |
| ----- | ---- | -------------- |
| 1     | IND  | Rajender Kumar |
| 2     | PAK  | Azhar Hussain  |
| 3     | CAN  | Promise Mwenga |

Finale: 6. Oktober 2010, 16:00 Uhr

### Klasse bis 60kg
| Platz | Land | Sportler       |
| ----- | ---- | -------------- |
| 1     | IND  | Ravinder Singh |
| 2     | ENG  | Terence Bosson |
| 3     | NGR  | Romeo Joseph   |

Finale: 5. Oktober 2010, 16:00 Uhr

### Klasse bis 66kg
| Platz | Land | Sportler        |
| ----- | ---- | --------------- |
| 1     | ENG  | Myroslav Dyukun |
| 2     | CAN  | Jack Bond       |
| 3     | IND  | Sunil Kumar     |

Finale: 6. Oktober 2010, 16:00 Uhr

### Klasse bis 74kg
| Platz | Land | Sportler         |
| ----- | ---- | ---------------- |
| 1     | IND  | Sanjay Kumar     |
| 2     | RSA  | Richard Addinall |
| 3     | AUS  | Hassan Shahsavan |

Finale: 5. Oktober 2010, 16:00 Uhr

### Klasse bis 84kg
| Platz | Land | Sportler             |
| ----- | ---- | -------------------- |
| 1     | NGR  | Efionayi Agbonavbare |
| 2     | IND  | Manoj Kumar          |
| 3     | RSA  | Dean van Zyl         |

Finale: 6. Oktober 2010, 16:00 Uhr

### Klasse bis 96kg
| Platz | Land | Sportler          |
| ----- | ---- | ----------------- |
| 1     | IND  | Anil Kumar        |
| 2     | RSA  | Kakoma Bella-Lufu |
| 3     | CAN  | Eric Feunekes     |

Finale: 5. Oktober 2010, 16:00 Uhr

### Klasse bis 120kg
| Platz | Land | Sportler         |
| ----- | ---- | ---------------- |
| 1     | AUS  | Ivan Popov       |
| 2     | NGR  | Talaram Mamma    |
| 3     | IND  | Dharmender Dalal |

Finale: 6. Oktober 2010, 16:00 Uhr

## Frauen Freistil

### Klasse bis 48kg
| Platz | Land | Sportlerin         |
| ----- | ---- | ------------------ |
| 1     | CAN  | Carol Huynh        |
| 2     | IND  | Nirmala Devi       |
| 3     | NGR  | Odunayo Adekuoroye |

Finale: 7. Oktober 2010, 16:00 Uhr

### Klasse bis 51kg
| Platz | Land | Sportlerin           |
| ----- | ---- | -------------------- |
| 1     | NGR  | Ifeoma Christi Nwoye |
| 2     | IND  | Babita Kumari        |
| 3     | CAN  | Jessica MacDonald    |

Finale: 8. Oktober 2010, 16:00 Uhr

### Klasse bis 55kg
| Platz | Land | Sportlerin    |
| ----- | ---- | ------------- |
| 1     | IND  | Geeta Kumari  |
| 2     | AUS  | Emily Bensted |
| 3     | NGR  | Lovina Edward |

Finale: 7. Oktober 2010, 16:00 Uhr

### Klasse bis 59kg
| Platz | Land | Sportlerin    |
| ----- | ---- | ------------- |
| 1     | IND  | Alka Tomar    |
| 2     | CAN  | Tonya Verbeek |
| 3     | NGR  | Tega Richard  |

Finale: 8. Oktober 2010, 16:00 Uhr

### Klasse bis 63kg
| Platz | Land | Sportlerin         |
| ----- | ---- | ------------------ |
| 1     | CAN  | Justine Bouchard   |
| 2     | NGR  | Blessing Oborududu |
| 3     | IND  | Suman Kundu        |

Finale: 7. Oktober 2010, 16:00 Uhr

### Klasse bis 67kg
| Platz | Land | Sportlerin       |
| ----- | ---- | ---------------- |
| 1     | IND  | Anita            |
| 2     | CAN  | Megan Buydens    |
| 3     | NGR  | Ifeoma Iheanacho |

Finale: 8. Oktober 2010, 16:00 Uhr

### Klasse bis 72kg
| Platz | Land | Sportlerin        |
| ----- | ---- | ----------------- |
| 1     | CAN  | Ohenewa Akuffo    |
| 2     | CMR  | Laure Ali Annabel |
| 3     | NGR  | Hellen Okus       |

Finale: 7. Oktober 2010, 16:00 Uhr

## Medaillenspiegel
| Platz | Land       | Gold | Silber | Bronze | Gesamt |
| ----- | ---------- | ---- | ------ | ------ | ------ |
| 1     | Indien     | 10   | 5      | 4      | 19     |
| 2     | Kanada     | 4    | 5      | 5      | 14     |
| 3     | Nigeria    | 3    | 3      | 7      | 13     |
| 4     | Pakistan   | 2    | 1      | -      | 3      |
| 5     | England    | 1    | 1      | 2      | 4      |
| 6     | Australien | 1    | 1      | 1      | 3      |
| 7     | Südafrika  | -    | 4      | 1      | 5      |
| 8     | Kamerun    | -    | 1      | 1      | 2      |